# Calicnemia pulverulans
Calicnemia pulverulans е вид водно конче от семейство Platycnemididae. Видът не е застрашен от изчезване.

## Разпространение и местообитание
Разпространен е в Индия (Аруначал Прадеш, Западна Бенгалия, Мегхалая, Нагаланд, Сиким и Утар Прадеш) и Непал.
Обитава сладководни басейни и потоци.